# 1878 год в музыке

## События
- 9 апреля — премьера Симфонии № 4 Франца Бервальда
- 25 мая — премьера комической оперы «Корабль Её Величества „Пинафор“» Гилберта и Салливана в Лондоне[1]

## Классическая музыка
- Пётр Чайковский — Большая соната; Детский альбом; Концерт для скрипки с оркестром
- Иоганнес Брамс — Концерт для скрипки с оркестром ре-мажор, опус 77
- Антон Брукнер — Симфония № 5 (переработанная версия)
- Ферруччо Бузони — Концерт для фортепиано ре-мажор, опус 17
- Нильс Гаде — каприччио для скрипки и оркестра ля-минор
- Ханс Хубер — Концерт для фортепиано № 1 до-минор, опус 36
- Антонин Дворжак — Славянские танцы
- Венсан д’Энди — симфоническая баллада «Зачарованный лес»
- Эдуар Лало — «Норвежская рапсодия» для скрипки с оркестром
- Йозеф Райнбергер — соната для органа № 5 фа-диез минор, опус 111; трио для фортепиано и струнных № 2 ля-мажор, опус 112; квинтет для фортепиано до-мажор, опус 114
- Пабло де Сарасате — «Испанские танцы» для скрипки и фортепиано, тетрадь I, соч. 21.
- Сергей Танеев — Симфония № 2 си-бемоль минор
- Габриэль Форе — «После Сновидения», опус 7
- Джордж Уайтфилд Чедуик — струнный квартет № 1

## Опера
- Шарль Гуно — «Полиевкт»
- Джозеф Перри — «Blodwen»
- Эмиль Пессар — «Колесница».
- Эмиль Пессар — «Капитан Фракасс».
- Артур Салливан — «Корабль Её Величества „Пинафор“»
- Альфред Селье — «After All!»
- Пётр Чайковский — «Евгений Онегин»

## Персоналии

### Родились
- 23 января — Рутланд Боутон[англ.] (ум. 1960) — британский композитор
- 16 февраля — Селим Пальмгрен (ум. 1951) — финский композитор, пианист, дирижёр и педагог
- 26 февраля — Эмма Дестинова (ум. 1930) — чешская оперная певица (сопрано)
- 28 февраля — Артур Капп (ум. 1952) — советский эстонский композитор и педагог
- 4 марта — Эгберт ван Элстин[англ.] (ум. 1951) — американский автор песен и пианист
- 16 марта — Павел Иванов-Радкевич (ум. 1942) — российский и советский духовный композитор, хормейстер, пианист, музыкальный педагог и общественный деятель
- 23 марта — Франц Шрекер (ум. 1934) — австрийский и немецкий композитор и либреттист
- 29 марта — Альберт Фон Тилзер[англ.] (ум. 1956) — американский автор песен
- 2 апреля — Антун Добронич (ум. 1955) — хорватский композитор, фольклорист, музыкальный писатель и педагог
- 12 апреля — Чарльз Дэниелс[англ.] (ум. 1943) — американский композитор
- 24 мая — Луи Флёри (ум. 1926) — французский флейтист
- 25 мая — Билл Робинсон[англ.] (ум. 1949) — американский чечёточник, певец и актёр
- 3 июля — Джордж Кохан (ум. 1942) — американский певец, композитор, поэт-песенник и продюсер
- 5 июля — Джозеф Холбрук[англ.] (ум. 1958) — британский композитор, дирижёр и пианист
- 12 июля — Перси Хилдер Майлз[англ.] (ум. 1922) — британский композитор, скрипач и педагог
- 17 июля — Эдвард Мэдден[англ.] (ум. 1952) — американский поэт-песенник
- 22 июля — Эрнест Болл[англ.] (ум. 1927) — американский певец и автор песен
- 25 июля — Генрих Гебхард (ум. 1963) — американский пианист, композитор и музыкальный педагог немецкого происхождения
- 18 августа
  - Фриц Брун (ум. 1959) — швейцарский композитор, дирижёр, пианист и педагог
  - Гас Эдвардс[англ.] (ум. 1945) — американский автор песен и водевилей
- 22 августа — Эдуард Патрик Джонсон (ум. 1959) — канадский оперный певец (тенор) и музыкальный продюсер
- 17 сентября — Винченцо Томмасини[итал.] (ум. 1950) — итальянский композитор
- 19 октября — Альфонс Пику[англ.] (ум. 1961) — американский джазовый кларнетист и композитор
- 4 ноября — Джин Шварц[англ.] (ум. 1956) — американский автор песен венгерского происхождения
- 23 ноября — Андре Капле (ум. 1925) — французский композитор и дирижёр

### Скончались
- 15 января — Карло Блазис (80) — итальянский танцор, хореограф, балетный теоретик и педагог
- 8 апреля — Генриетта Трефц (59) — австрийская оперная певица (сопрано)
- 21 апреля — Темистокле Солера (62) — итальянский композитор, писатель, либреттист и поэт
- 6 мая — Франсуа Бенуа (83) — французский композитор, органист и музыкальный педагог
- 2 июля — Франсуа Базен (61) — французский композитор и музыкальный педагог
- 23 августа — Адольф Фредрик Линдблад (77) — шведский композитор
- 9 октября — Каролина Риддерстольпе (85) — шведская певица и композитор
- 25 октября — Людвиг Вильгельм Маурер (89) — немецкий и российский скрипач, дирижёр и композитор
- 13 ноября — Карл Хайслер (55) — австрийский скрипач и альтист
- 28 ноября — Роберт Хеллер[англ.] (47 или 48) — британский пианист и иллюзионист
- 29 ноября — Марко Аурелио Цани де Ферранти (76) — итальянский классический гитарист, скрипач, композитор и поэт
- 18 декабря — Генрих Прох[нем.] (69) — австрийский композитор
- 28 декабря — Хосе Бернардо Альседо[исп.] (90) — перуанский композитор, автор музыки национального гимна Перу